# Степановский сельсовет (Переволоцкий район)
Степановский сельсовет — сельское поселение в Переволоцком районе Оренбургской области Российской Федерации. Занимает площадь размером в 194,41 км².
Административный центр — село Степановка.

## История
Статус и границы сельского поселения установлены Законом Оренбургской области от 2 сентября 2004 года № 1424/211-III-ОЗ «О наделении муниципальных образований Оренбургской области статусом муниципального района, городского округа, городского поселения, установлении и изменении границ муниципальных образований».

## Население
| 2010  | 2012  | 2013  | 2014  | 2015  | 2016  | 2017  |
| ----- | ----- | ----- | ----- | ----- | ----- | ----- |
| 1913  | ↘1871 | ↘1845 | ↘1781 | ↘1766 | ↘1732 | ↘1691 |
| 2018  | 2019  | 2020  | 2021  |       |       |       |
| ↘1674 | ↘1645 | ↘1615 | ↘1600 |       |       |       |

## Состав сельского поселения
| № | Населённый пункт | Тип населённого пункта       | Население |
| - | ---------------- | ---------------------------- | --------- |
| 1 | Алисово          | село                         | ↘221      |
| 2 | Алмала           | село                         | 261       |
| 3 | Кутлумбетово     | село                         | 270       |
| 4 | Степановка       | село, административный центр | ↘1161     |